# Lesha Svik
Lesha Svik (russe : Лёша Свик), de son nom civil Alekseï Igorevitch Norkitovitch (russe : Алексей Игоревич Норкитович, ; né le 21 novembre 1990) est un chanteur et rappeur russe.

## Biographie
Lesha Svik naît le 21 novembre 1990 à Sverdlovsk (aujourd'hui Iekaterinbourg). Il est ancien membre du groupe Puzzle avec Fahmi et Appledream.
Svik devient célèbre en 2017 avec le morceau Я хочу танцевать. Sur la base des résultats de 2018, deux morceaux de Lesha Svik, Дым et Малиновый свет, produits par le beatmaker Nikolai Dubrovin (WZ Beats) entrent dans le top-30 des morceaux les plus populaires de l'année sur le réseau social VK (se plaçant respectivement aux 16e et 17e positions).

## Discographie

### Albums studio
- 2018 : Юность
- 2019 : Алиби
- 2021 : Инсомния

### EP
- 2020 : Торнадо
- 2024 : Я-Начало